# الله أباد دهقاني (حسين أباد كرمان)
الله أباد دهقاني (بالفارسية: الله‌آباد دهقانی) هي قرية تقع في إيران في Hoseynabad Rural District. يقدر عدد سكانها بـ 485 نسمة .